# 44. Kavallerie-Brigade (Deutsches Kaiserreich)
Die 44. Kavallerie-Brigade war ein Großverband der Preußischen Armee.

## Geschichte
Im Zuge der Heereserweiterung wurde die Brigade durch Verordnung des Kriegsministeriums zum 1. Oktober 1913 errichtet. Das Kommando befand sich in Gleiwitz. Die Brigade gehörte zur 12. Division und ihr waren das Ulanen-Regiment „von Katzler“ (Schlesisches) Nr. 2 sowie das neu gebildete Jäger-Regiment zu Pferde Nr. 11 unterstellt.
Mit Ausbruch des Ersten Weltkriegs wurde die Brigade für die Dauer des mobilen Verhältnisses aufgelöst. Das Jäger-Regiment zu Pferde Nr. 11 trat als Divisionskavallerie zur 11. Infanterie-Division, das Ulanen-Regiment „von Katzler“ (Schlesisches) Nr. 2 zur 12. Infanterie-Division.
Nach Kriegsende wurde das Brigadekommando kurzzeitig wieder aufgestellt und nach der Demobilisierung zum 15. November 1919 wieder aufgelöst.

## Kommandeure
| Dienstgrad   | Name              | Datum                               |
| ------------ | ----------------- | ----------------------------------- |
| Oberst       | Albert von Mutius | 01. Oktober 1912 bis 1. August 1914 |
| Generalmajor | Conrad Wolf       | 18. Januar bis 15. November 1919    |